# Winkler Mordecháj
Winkler Mordecháj Jehuda (Lepontovic, Nyitra vármegye, 1844/1845. – Mád, 1932. július 21.) mádi rabbi.

## Élete
Naftali Jakob Winkler (1807–1875) fia. Eleinte kereskedelemmel foglalkozott. Nagyváradon, Landesberg Jicchák Áron (1804–1879) rabbi mellett tanulta ki a talmudi tudományokat. Rabbiműködését  Mezőtelegden kezdte, ahol 1880-ig működött. Ezt követően Brezovára került, 1899-tól pedig Hegyalja-Mádra, ahol haláláig működött. A korszak gaonjaként tartották számon, a talmudi saalot-utsuvot irodalom híres gazdagítója, a Levasé Mordecháj (Tolcsva, 1912) szerzője, évtizedeken keresztül sok ezer növendéket oktató jesiva mestereként ismerték.
1932-ben hunyt el 88 éves korában. Koporsóját tanulóasztalából készítették el neki.